# Yoder (Wyoming)
Yoder è un centro abitato (town) degli Stati Uniti d'America, situato nella Contea di Goshen nello Stato del Wyoming. Nel censimento del 2000 la popolazione era di 169 abitanti.

## Geografia fisica
Secondo i rilevamenti dell'United States Census Bureau, la località di Yoder si estende su una superficie di 0,5 km², tutti occupati da terre.

## Popolazione
Secondo il censimento del 2000, a Yoder vivevano 169 persone, ed erano presenti 45 gruppi familiari. La densità di popolazione era di 326,3 ab./km². Nel territorio comunale si trovavano 84 unità edificate. Per quanto riguarda la composizione etnica degli abitanti, il 93,49% era bianco, lo 0,59% era nativo, il 2,37% proveniva dall'Oceano Pacifico, il 2,37% apparteneva ad altre etnie e l'1,18% a due o più. La popolazione di ogni etnia ispanica corrispondeva al 3,55% degli abitanti.
Per quanto riguarda la suddivisione della popolazione in fasce d'età, il 30,2% era al di sotto dei 18, il 3,6% fra i 18 e i 24, il 29,6% fra i 25 e i 44, il 23,7% fra i 45 e i 64, mentre infine il 13,0% era al di sopra dei 65 anni di età. L'età media della popolazione era di 39 anni. Per ogni 100 donne residenti vivevano 119,5 uomini.